# Volodymyr Kostevyč
Volodymyr Jevhenovyč Kostevyč (in ucraino Володимир Євгенович Костевич?; Žovkva, 23 ottobre 1992) è un calciatore ucraino, difensore del Kotwica Kołobrzeg.

## Caratteristiche tecniche
È un terzino sinistro dalle spiccate doti offensive. Può essere usato anche come tornante in un sistema di gioco che prevede la difesa a 3, o come esterno di centrocampo.
In passato ha, raramente, ricoperto anche il ruolo di centrocampista centrale.

## Carriera

### Club

#### Gli inizi in Ucraina
Cresciuto nelle giovanili del Karpaty L'viv, nella stagione 2011-2012 entra a far parte della prima squadra nonostante giochi perlopiù con la formazione giovanile. L'esordio arriva il 19 novembre 2011, sul campo del Chornomorets, dove viene schierato da ala sinistra alle spalle di Artem Fedec'kyj. La gara di debutto di Kostevyč dura appena quarantuno minuti, prima di venire sostituito dal brasiliano William Batista.
Nella stagione successiva fa parte nuovamente della formazione giovanile, con la quale realizza quattro reti in ventotto partite, guadagnandosi definitivamente il passaggio al professionismo.
Il campionato 2013-2014 inizia con appena una presenza nelle prime sei giornate, nella quale Kostevyč viene schierato addirittura come centrocampista centrale. A partire dalla settima giornata, tuttavia, diventa titolare sulla fascia sinistra affermandosi nel ruolo di terzino sinistro. Le sue prestazioni, condite da un gol al Vorskla Poltava, gli valgono la convocazione nella nazionale under-21 ucraina. La stagione termina con un decimo posto in campionato e gli ottavi di finale di Kubok Ukraïny, ma soprattutto con la riconferma del ragazzo.
Nel 2014-2015 Kostevyč è nuovamente titolare sulla fascia sinistra del Karpaty, con il quale realizza tre reti complessive in ventisei gare. La stagione successiva si rivela l'ennesima positiva per il ragazzo, che riesce a disimpegnarsi sia nel ruolo di terzino che di centrocampista sinistro, disputando addirittura un'intera gara da centrocampista centrale a causa della defezione di alcuni compagni di squadra.

#### L'arrivo in Polonia
I successivi sei mesi segnano la fine della sua prima parte di carriera in Ucraina. Dopo aver disputato altre sedici gare, alternandosi nuovamente nel ruolo di esterno di centrocampo e di terzino, l'11 gennaio 2017 passa infatti ai polacchi del Lech Poznań, che hanno da poco ceduto proprio in Ucraina alla Dinamo Kiev il terzino ungherese Tamás Kádár. Dopo aver svolto con i kolejorz il ritiro di metà campionato in Turchia, Kostevyč debutta in Ekstraklasa il 10 febbraio nella vittoria per 3-0 contro il Nieciecza. Da quel momento disputa tutte le gare rimanenti senza venire mai sostituito, servendo anche due assist per i compagni di squadra che permettono ai kolejorz di posizionarsi terzi in classifica e qualificarsi così ai preliminari di UEFA Europa League. Gioca da titolare anche la finale di Puchar Polski, dove il Lech viene tuttavia sconfitto dall'Arka Gdynia ai tempi supplementari.
Il 29 giugno 2017 debutta a livello internazionale, disputando per intero la gara vinta 4-0 contro i macedoni del Pelister Bitola. Il percorso europeo dei kolejorz termina al 3º turno preliminare contro gli olandesi dell'Utrecht, e Kostevyč disputa tutti e sei gli incontri da titolare. Anche in campionato mantiene saldamente il posto da titolare, saltando solo alcune gare per infortunio e rimanendo in panchina negli ultimi due incontri contro Wisła Kraków e Legia Warszawa, scavalcato nelle gerarchie da Piotr Tomasik.
Nel 2018-2019 torna nuovamente titolare sotto la guida di Ivan Đurđević, venendo però schierato da tornante nell'inedito 3-4-3 del tecnico serbo. Gioca da titolare quattro incontri su sei nelle qualificazioni europee, saltando la gara decisiva contro il Genk a causa di un infortunio che lo tiene lontano dal campo per circa un mese. Torna titolare il 21 settembre nella trasferta di Gdynia, dove il Lech viene sconfitto per 1-0. Nei successivi due mesi si alterna fra esterno di centrocampo e terzino, a causa della difficoltà di Đurđević nel trovare il modulo ideale per la sua squadra. Tuttavia, il 5 ottobre realizza il suo primo e unico gol in Ekstraklasa sul campo del Górnik Zabrze nel match terminato 2-2. Dopo la sconfitta interna contro il Lechia Gdańsk il tecnico serbo viene esonerato e al suo posto arriva prima come traghettatore Dariusz Żuraw e successivamente l'ex ct della nazionale Adam Nawałka. Con entrambi Kostevyč mantiene il ruolo di titolare, ma ciò non basta ad evitare un deludente ottavo posto che tiene il Lech fuori dalle competizioni europee dopo due anni.
Inizia da titolare anche la stagione 2019-2020, disputando regolarmente quasi tutti gli incontri nella difesa a 4. Anche dopo la Pandemia di COVID-19 risulta nell'undici iniziale nelle prime due gare post lock-down. Il 9 giugno 2020, tuttavia, nel ruolo di terzino sinistro gli viene preferito Tymoteusz Puchacz, favorendo così l'inserimento di Jakub Kamiński a centrocampo sulla fascia opposta a Kamil Jóźwiak. Il trio di giovani polacchi spodestano di fatto Kostevyč dal suo ruolo di campionato, tanto che nelle successive nove gare ne gioca solamente due.
L'esplosione di Puchacz e la scadenza di contratto sempre più vicina portano la dirigenza del Lech a mettere in discussione il ruolo del terzino ucraino, che il 10 agosto 2020 annuncia di aver firmato un contratto con la Dinamo Kiev valido a partire dal 1º gennaio 2021. Questa decisione non piace alla società, che decide di farne un separato in casa, non convocandolo per le partite e acquistando un altro terzino sinistro, Vasyl' Kravec' (anch'egli ucraino e anch'egli cresciuto nel vivaio del Karpaty L'viv). Il 6 ottobre 2020, tramite un comunicato ufficiale apparso sui canali social del Lech, viene annunciato che le due parti hanno trovato un accordo per la rescissione consensuale del contratto, e il giorno dopo la Dinamo comunica di averlo tesserato anticipatamente.

## Statistiche

### Presenze e reti nei club
Statistiche aggiornate al 12 luglio 2020.
| Stagione           | Squadra            | Campionato         | Campionato | Campionato | Coppe nazionali | Coppe nazionali | Coppe nazionali | Coppe continentali | Coppe continentali | Coppe continentali | Altre coppe | Altre coppe | Altre coppe | Totale | Totale |
| Stagione           | Squadra            | Comp               | Pres       | Reti       | Comp            | Pres            | Reti            | Comp               | Pres               | Reti               | Comp        | Pres        | Reti        | Pres   | Reti   |
| ------------------ | ------------------ | ------------------ | ---------- | ---------- | --------------- | --------------- | --------------- | ------------------ | ------------------ | ------------------ | ----------- | ----------- | ----------- | ------ | ------ |
| 2011-2012          | Karpaty            | PL                 | 1          | 0          | KU              | 0               | 0               | -                  | -                  | -                  | -           | -           | -           | 1      | 0      |
| 2012-2013          | Karpaty            | PL                 | 0          | 0          | KU              | 0               | 0               | -                  | -                  | -                  | -           | -           | -           | 0      | 0      |
| 2013-2014          | Karpaty            | PL                 | 21         | 1          | KU              | 2               | 0               | -                  | -                  | -                  | -           | -           | -           | 23     | 1      |
| 2014-2015          | Karpaty            | PL                 | 23         | 2          | KU              | 3               | 1               | -                  | -                  | -                  | -           | -           | -           | 26     | 3      |
| 2015-2016          | Karpaty            | PL                 | 24         | 1          | KU              | 1               | 0               | -                  | -                  | -                  | -           | -           | -           | 25     | 1      |
| 2016-2017          | Karpaty            | PL                 | 16         | 0          | PP              | 2               | 0               | -                  | -                  | -                  | -           | -           | -           | 18     | 0      |
| Totale Karpaty     | Totale Karpaty     | Totale Karpaty     | 85         | 4          |                 | 8               | 1               |                    |                    |                    |             |             |             | 93     | 5      |
| 2016-2017          | Lech Poznań        | EK                 | 17         | 0          | PP              | 2               | 0               | -                  | -                  | -                  | SP          | -           | -           | 19     | 0      |
| 2017-2018          | Lech Poznań        | EK                 | 30         | 0          | KU              | 1               | 0               | UEL                | 6                  | 0                  | -           | -           | -           | 37     | 0      |
| 2018-2019          | Lech Poznań        | EK                 | 26         | 1          | KU              | 2               | 0               | UEL                | 4                  | 0                  | -           | -           | -           | 32     | 1      |
| 2019-2020          | Lech Poznań        | EK                 | 27         | 0          | PP              | 4               | 1               | -                  | -                  | -                  | -           | -           | -           | 31     | 1      |
| set. 2020          | Lech Poznań        | EK                 | 0          | 0          | PP              | -               | -               | UEL                | 0                  | 0                  | -           | -           | -           | 0      | 0      |
| Totale Lech Poznań | Totale Lech Poznań | Totale Lech Poznań | 100        | 1          |                 | 9               | 1               |                    | 10                 | 0                  |             | -           | -           | 119    | 2      |
| ott. 2020-2021     | Dinamo Kiev        | PL                 | 0          | 0          | KU              | 0               | 0               | UCL                | 0                  | 0                  | SU          | -           | -           | 0      | 0      |
| 2021-2022          | Dinamo Kiev        | PL                 | 0          | 0          | KU              | 0               | 0               | UCL                | 0                  | 0                  | SU          | 0           | 0           | 0      | 0      |
| Totale carriera    | Totale carriera    | Totale carriera    | 185        | 5          |                 | 17              | 2               |                    | 10                 | 0                  |             | -           | -           | 212    | 7      |

## Palmarès

### Club

#### Competizioni nazionali
- Coppa d'Ucraina: 1

Dinamo Kiev: 2020-2021